# Пам'ятник воїнам-інтернаціоналістам (Москва)
Пам'ятник воїнам-інтернаціоналістам встановлено у Москві на Поклонній горі у парку Перемоги.

## Історія
Монумент воїнам-інтернаціоналістам було створено на пожертвування організацій ветеранів афганської війни, на особисті вклади воїнів-інтернаціоналістів за підтримки столичного уряду. Авторами пам'ятника виступили скульптори С. О. Щербаков і С. С. Щербаков, архітектори Ю. П. Григор'єв та С. Григор'єв.
Пам'ятник являє собою чотириметрову бронзову фігуру молодого радянського солдата у камуфляжній формі з каскою в лівій руці і автоматом у правій. Солдат зображений подойшовшим до обриву скелі і дивиться вдалину. Фігура воїна стоїть на постаменті, виконаному з червоного граніту. На постамент встановлено бронзовий барельєф зі сценою бою.
Відкриття пам'ятника відбулося 27 грудня 2004 і було приурочене до 25-ї річниці введення радянських військ в Афганістан. У церемонії відкриття пам'ятника взяли участь ветерани-афганці, спецназівці, які штурмували палац Аміна, представники ветеранських організацій.